# Muricy Ramalho
Muricy Ramalho, född 30 november 1955 i São Paulo i Brasilien, var en brasiliansk fotbollsspelare och är nu tränare för brasilianska storklubben Fluminense FC.